# Lumban Pinasa
Lumban Pinasa is een bestuurslaag in het regentschap Toba Samosir van de provincie Noord-Sumatra, Indonesië. Lumban Pinasa telt 1358 inwoners (volkstelling 2010).